# Ладыгин, Виктор Иванович
Виктор Иванович Ладыгин (1931, ныне Граховский район, Удмуртия — 14 ноября 1978) — советский комбайнёр-машинист, Герой Социалистического Труда.

## Биография
Трудовую деятельность начал в 1948 году машинистом электростанции. В 1950 году окончил среднюю школу механизации сельского хозяйства, получил специальность комбайнёра-машиниста. В 1954 году по комсомольской путёвке уехал в Павлодарскую область на освоение целинных и залежных земель, где работал до 1968 года комбайнёром. В 1966 году за трудовые заслуги в освоении целины ему было присвоено звание Героя Социалистического Труда.
В 1963 году был избран депутатом Верховного Совета Казахской ССР.
В феврале 1971 года переехал в город Усинск Коми АССР, где был в числе первых участников освоения Усинского нефтяного месторождения, работал машинистом копровой установки. Также занимался общественной работой, избирался депутатом Усинского поссовета. В 1977 году был избран членом ЦК профсоюза работников нефтяной и газовой промышленности и делегатом XVI съезда профсоюзов СССР.